# 富士宮市立上野小学校
富士宮市立上野小学校（ふじのみやしりつ うえのしょうがっこう）は、静岡県富士宮市にある公立小学校。富士山の麓、富士宮市の北西部に位置する。馬見塚区・下条上区・下条下区の避難所に指定されている。

## 沿革
- 明治7年（1874年） - 妙蓮寺庫裏に創立された「芙蓉館」が母体となる[2]。
- 明治20年（1887年）- 上野尋常小学校と改称し、学区も現在のものとなる。
- 大正12年（1923年） - 現在地に校舎を新築。
- 平成21年（2009年）7月 -  新校舎が完成。
- 平成22年（2010年）3月 - グラウンド全面整備が完了。
- 平成24年（2012年）3月 - プールの改修完了。
- 平成23年・平成24年度（2011～2012年） - 文部科学省・静岡県教育委員会・富士宮市教育委員会から道徳教育総合支援事業の指定を受け、学校・家庭・地域社会が連携して道徳教育を推進。

## 通学区域
- 学区は７つの行政区（馬見塚区、上条上区、上条下区、下条上区、下条下区、精進川上区、精進川下区）からなる[3]。

## 進学先中学校
- 富士宮市立上野中学校